# Tongjiang
Tongjiang is een stad in de provincie Heilongjiang van China. Tongjiang, gelegen in de prefectuur Jiamusi, telt ongeveer 170.000 inwoners. Tongjiang is ook een arrondissement. 